# 1423
Portal Geschichte | Portal Biografien | Aktuelle Ereignisse | Jahreskalender | Tagesartikel

◄ |
14. Jahrhundert |
15. Jahrhundert
| 16. Jahrhundert | ►

◄ |
1390er |
1400er |
1410er |
1420er
| 1430er | 1440er | 1450er | ►

◄◄ |
◄ |
1419 |
1420 |
1421 |
1422 |
1423
| 1424 | 1425 | 1426 | 1427 | ► | ►►
Staatsoberhäupter  · Nekrolog
| Januar | Januar | Januar | Januar | Januar | Januar | Januar | Januar |
| Kw     | Mo     | Di     | Mi     | Do     | Fr     | Sa     | So     |
| ------ | ------ | ------ | ------ | ------ | ------ | ------ | ------ |
| 53     |        |        |        |        | 1      | 2      | 3      |
| 1      | 4      | 5      | 6      | 7      | 8      | 9      | 10     |
| 2      | 11     | 12     | 13     | 14     | 15     | 16     | 17     |
| 3      | 18     | 19     | 20     | 21     | 22     | 23     | 24     |
| 4      | 25     | 26     | 27     | 28     | 29     | 30     | 31     |

| Februar | Februar | Februar | Februar | Februar | Februar | Februar | Februar |
| Kw      | Mo      | Di      | Mi      | Do      | Fr      | Sa      | So      |
| ------- | ------- | ------- | ------- | ------- | ------- | ------- | ------- |
| 5       | 1       | 2       | 3       | 4       | 5       | 6       | 7       |
| 6       | 8       | 9       | 10      | 11      | 12      | 13      | 14      |
| 7       | 15      | 16      | 17      | 18      | 19      | 20      | 21      |
| 8       | 22      | 23      | 24      | 25      | 26      | 27      | 28      |

| März | März | März | März | März | März | März | März |
| Kw   | Mo   | Di   | Mi   | Do   | Fr   | Sa   | So   |
| ---- | ---- | ---- | ---- | ---- | ---- | ---- | ---- |
| 9    | 1    | 2    | 3    | 4    | 5    | 6    | 7    |
| 10   | 8    | 9    | 10   | 11   | 12   | 13   | 14   |
| 11   | 15   | 16   | 17   | 18   | 19   | 20   | 21   |
| 12   | 22   | 23   | 24   | 25   | 26   | 27   | 28   |
| 13   | 29   | 30   | 31   |      |      |      |      |

| April | April | April | April | April | April | April | April |
| Kw    | Mo    | Di    | Mi    | Do    | Fr    | Sa    | So    |
| ----- | ----- | ----- | ----- | ----- | ----- | ----- | ----- |
| 13    |       |       |       | 1     | 2     | 3     | 4     |
| 14    | 5     | 6     | 7     | 8     | 9     | 10    | 11    |
| 15    | 12    | 13    | 14    | 15    | 16    | 17    | 18    |
| 16    | 19    | 20    | 21    | 22    | 23    | 24    | 25    |
| 17    | 26    | 27    | 28    | 29    | 30    |       |       |

| Mai | Mai | Mai | Mai | Mai | Mai | Mai | Mai |
| Kw  | Mo  | Di  | Mi  | Do  | Fr  | Sa  | So  |
| --- | --- | --- | --- | --- | --- | --- | --- |
| 17  |     |     |     |     |     | 1   | 2   |
| 18  | 3   | 4   | 5   | 6   | 7   | 8   | 9   |
| 19  | 10  | 11  | 12  | 13  | 14  | 15  | 16  |
| 20  | 17  | 18  | 19  | 20  | 21  | 22  | 23  |
| 21  | 24  | 25  | 26  | 27  | 28  | 29  | 30  |
| 22  | 31  |     |     |     |     |     |     |

| Juni | Juni | Juni | Juni | Juni | Juni | Juni | Juni |
| Kw   | Mo   | Di   | Mi   | Do   | Fr   | Sa   | So   |
| ---- | ---- | ---- | ---- | ---- | ---- | ---- | ---- |
| 22   |      | 1    | 2    | 3    | 4    | 5    | 6    |
| 23   | 7    | 8    | 9    | 10   | 11   | 12   | 13   |
| 24   | 14   | 15   | 16   | 17   | 18   | 19   | 20   |
| 25   | 21   | 22   | 23   | 24   | 25   | 26   | 27   |
| 26   | 28   | 29   | 30   |      |      |      |      |

| Juli | Juli | Juli | Juli | Juli | Juli | Juli | Juli |
| Kw   | Mo   | Di   | Mi   | Do   | Fr   | Sa   | So   |
| ---- | ---- | ---- | ---- | ---- | ---- | ---- | ---- |
| 26   |      |      |      | 1    | 2    | 3    | 4    |
| 27   | 5    | 6    | 7    | 8    | 9    | 10   | 11   |
| 28   | 12   | 13   | 14   | 15   | 16   | 17   | 18   |
| 29   | 19   | 20   | 21   | 22   | 23   | 24   | 25   |
| 30   | 26   | 27   | 28   | 29   | 30   | 31   |      |

| August | August | August | August | August | August | August | August |
| Kw     | Mo     | Di     | Mi     | Do     | Fr     | Sa     | So     |
| ------ | ------ | ------ | ------ | ------ | ------ | ------ | ------ |
| 30     |        |        |        |        |        |        | 1      |
| 31     | 2      | 3      | 4      | 5      | 6      | 7      | 8      |
| 32     | 9      | 10     | 11     | 12     | 13     | 14     | 15     |
| 33     | 16     | 17     | 18     | 19     | 20     | 21     | 22     |
| 34     | 23     | 24     | 25     | 26     | 27     | 28     | 29     |
| 35     | 30     | 31     |        |        |        |        |        |

| September | September | September | September | September | September | September | September |
| Kw        | Mo        | Di        | Mi        | Do        | Fr        | Sa        | So        |
| --------- | --------- | --------- | --------- | --------- | --------- | --------- | --------- |
| 35        |           |           | 1         | 2         | 3         | 4         | 5         |
| 36        | 6         | 7         | 8         | 9         | 10        | 11        | 12        |
| 37        | 13        | 14        | 15        | 16        | 17        | 18        | 19        |
| 38        | 20        | 21        | 22        | 23        | 24        | 25        | 26        |
| 39        | 27        | 28        | 29        | 30        |           |           |           |

| Oktober | Oktober | Oktober | Oktober | Oktober | Oktober | Oktober | Oktober |
| Kw      | Mo      | Di      | Mi      | Do      | Fr      | Sa      | So      |
| ------- | ------- | ------- | ------- | ------- | ------- | ------- | ------- |
| 39      |         |         |         |         | 1       | 2       | 3       |
| 40      | 4       | 5       | 6       | 7       | 8       | 9       | 10      |
| 41      | 11      | 12      | 13      | 14      | 15      | 16      | 17      |
| 42      | 18      | 19      | 20      | 21      | 22      | 23      | 24      |
| 43      | 25      | 26      | 27      | 28      | 29      | 30      | 31      |

| November | November | November | November | November | November | November | November |
| Kw       | Mo       | Di       | Mi       | Do       | Fr       | Sa       | So       |
| -------- | -------- | -------- | -------- | -------- | -------- | -------- | -------- |
| 44       | 1        | 2        | 3        | 4        | 5        | 6        | 7        |
| 45       | 8        | 9        | 10       | 11       | 12       | 13       | 14       |
| 46       | 15       | 16       | 17       | 18       | 19       | 20       | 21       |
| 47       | 22       | 23       | 24       | 25       | 26       | 27       | 28       |
| 48       | 29       | 30       |          |          |          |          |          |

| Dezember | Dezember | Dezember | Dezember | Dezember | Dezember | Dezember | Dezember |
| Kw       | Mo       | Di       | Mi       | Do       | Fr       | Sa       | So       |
| -------- | -------- | -------- | -------- | -------- | -------- | -------- | -------- |
| 48       |          |          | 1        | 2        | 3        | 4        | 5        |
| 49       | 6        | 7        | 8        | 9        | 10       | 11       | 12       |
| 50       | 13       | 14       | 15       | 16       | 17       | 18       | 19       |
| 51       | 20       | 21       | 22       | 23       | 24       | 25       | 26       |
| 52       | 27       | 28       | 29       | 30       | 31       |          |          |

| Januar | Januar | Januar | Januar | Januar | Januar | Januar | Januar |
| Kw     | Mo     | Di     | Mi     | Do     | Fr     | Sa     | So     |
| ------ | ------ | ------ | ------ | ------ | ------ | ------ | ------ |
| 53     |        |        |        |        | 1      | 2      | 3      |
| 1      | 4      | 5      | 6      | 7      | 8      | 9      | 10     |
| 2      | 11     | 12     | 13     | 14     | 15     | 16     | 17     |
| 3      | 18     | 19     | 20     | 21     | 22     | 23     | 24     |
| 4      | 25     | 26     | 27     | 28     | 29     | 30     | 31     |

| Februar | Februar | Februar | Februar | Februar | Februar | Februar | Februar |
| Kw      | Mo      | Di      | Mi      | Do      | Fr      | Sa      | So      |
| ------- | ------- | ------- | ------- | ------- | ------- | ------- | ------- |
| 5       | 1       | 2       | 3       | 4       | 5       | 6       | 7       |
| 6       | 8       | 9       | 10      | 11      | 12      | 13      | 14      |
| 7       | 15      | 16      | 17      | 18      | 19      | 20      | 21      |
| 8       | 22      | 23      | 24      | 25      | 26      | 27      | 28      |

| März | März | März | März | März | März | März | März |
| Kw   | Mo   | Di   | Mi   | Do   | Fr   | Sa   | So   |
| ---- | ---- | ---- | ---- | ---- | ---- | ---- | ---- |
| 9    | 1    | 2    | 3    | 4    | 5    | 6    | 7    |
| 10   | 8    | 9    | 10   | 11   | 12   | 13   | 14   |
| 11   | 15   | 16   | 17   | 18   | 19   | 20   | 21   |
| 12   | 22   | 23   | 24   | 25   | 26   | 27   | 28   |
| 13   | 29   | 30   | 31   |      |      |      |      |

| April | April | April | April | April | April | April | April |
| Kw    | Mo    | Di    | Mi    | Do    | Fr    | Sa    | So    |
| ----- | ----- | ----- | ----- | ----- | ----- | ----- | ----- |
| 13    |       |       |       | 1     | 2     | 3     | 4     |
| 14    | 5     | 6     | 7     | 8     | 9     | 10    | 11    |
| 15    | 12    | 13    | 14    | 15    | 16    | 17    | 18    |
| 16    | 19    | 20    | 21    | 22    | 23    | 24    | 25    |
| 17    | 26    | 27    | 28    | 29    | 30    |       |       |

| Mai | Mai | Mai | Mai | Mai | Mai | Mai | Mai |
| Kw  | Mo  | Di  | Mi  | Do  | Fr  | Sa  | So  |
| --- | --- | --- | --- | --- | --- | --- | --- |
| 17  |     |     |     |     |     | 1   | 2   |
| 18  | 3   | 4   | 5   | 6   | 7   | 8   | 9   |
| 19  | 10  | 11  | 12  | 13  | 14  | 15  | 16  |
| 20  | 17  | 18  | 19  | 20  | 21  | 22  | 23  |
| 21  | 24  | 25  | 26  | 27  | 28  | 29  | 30  |
| 22  | 31  |     |     |     |     |     |     |

| Juni | Juni | Juni | Juni | Juni | Juni | Juni | Juni |
| Kw   | Mo   | Di   | Mi   | Do   | Fr   | Sa   | So   |
| ---- | ---- | ---- | ---- | ---- | ---- | ---- | ---- |
| 22   |      | 1    | 2    | 3    | 4    | 5    | 6    |
| 23   | 7    | 8    | 9    | 10   | 11   | 12   | 13   |
| 24   | 14   | 15   | 16   | 17   | 18   | 19   | 20   |
| 25   | 21   | 22   | 23   | 24   | 25   | 26   | 27   |
| 26   | 28   | 29   | 30   |      |      |      |      |

| Juli | Juli | Juli | Juli | Juli | Juli | Juli | Juli |
| Kw   | Mo   | Di   | Mi   | Do   | Fr   | Sa   | So   |
| ---- | ---- | ---- | ---- | ---- | ---- | ---- | ---- |
| 26   |      |      |      | 1    | 2    | 3    | 4    |
| 27   | 5    | 6    | 7    | 8    | 9    | 10   | 11   |
| 28   | 12   | 13   | 14   | 15   | 16   | 17   | 18   |
| 29   | 19   | 20   | 21   | 22   | 23   | 24   | 25   |
| 30   | 26   | 27   | 28   | 29   | 30   | 31   |      |

| August | August | August | August | August | August | August | August |
| Kw     | Mo     | Di     | Mi     | Do     | Fr     | Sa     | So     |
| ------ | ------ | ------ | ------ | ------ | ------ | ------ | ------ |
| 30     |        |        |        |        |        |        | 1      |
| 31     | 2      | 3      | 4      | 5      | 6      | 7      | 8      |
| 32     | 9      | 10     | 11     | 12     | 13     | 14     | 15     |
| 33     | 16     | 17     | 18     | 19     | 20     | 21     | 22     |
| 34     | 23     | 24     | 25     | 26     | 27     | 28     | 29     |
| 35     | 30     | 31     |        |        |        |        |        |

| September | September | September | September | September | September | September | September |
| Kw        | Mo        | Di        | Mi        | Do        | Fr        | Sa        | So        |
| --------- | --------- | --------- | --------- | --------- | --------- | --------- | --------- |
| 35        |           |           | 1         | 2         | 3         | 4         | 5         |
| 36        | 6         | 7         | 8         | 9         | 10        | 11        | 12        |
| 37        | 13        | 14        | 15        | 16        | 17        | 18        | 19        |
| 38        | 20        | 21        | 22        | 23        | 24        | 25        | 26        |
| 39        | 27        | 28        | 29        | 30        |           |           |           |

| Oktober | Oktober | Oktober | Oktober | Oktober | Oktober | Oktober | Oktober |
| Kw      | Mo      | Di      | Mi      | Do      | Fr      | Sa      | So      |
| ------- | ------- | ------- | ------- | ------- | ------- | ------- | ------- |
| 39      |         |         |         |         | 1       | 2       | 3       |
| 40      | 4       | 5       | 6       | 7       | 8       | 9       | 10      |
| 41      | 11      | 12      | 13      | 14      | 15      | 16      | 17      |
| 42      | 18      | 19      | 20      | 21      | 22      | 23      | 24      |
| 43      | 25      | 26      | 27      | 28      | 29      | 30      | 31      |

| November | November | November | November | November | November | November | November |
| Kw       | Mo       | Di       | Mi       | Do       | Fr       | Sa       | So       |
| -------- | -------- | -------- | -------- | -------- | -------- | -------- | -------- |
| 44       | 1        | 2        | 3        | 4        | 5        | 6        | 7        |
| 45       | 8        | 9        | 10       | 11       | 12       | 13       | 14       |
| 46       | 15       | 16       | 17       | 18       | 19       | 20       | 21       |
| 47       | 22       | 23       | 24       | 25       | 26       | 27       | 28       |
| 48       | 29       | 30       |          |          |          |          |          |

| Dezember | Dezember | Dezember | Dezember | Dezember | Dezember | Dezember | Dezember |
| Kw       | Mo       | Di       | Mi       | Do       | Fr       | Sa       | So       |
| -------- | -------- | -------- | -------- | -------- | -------- | -------- | -------- |
| 48       |          |          | 1        | 2        | 3        | 4        | 5        |
| 49       | 6        | 7        | 8        | 9        | 10       | 11       | 12       |
| 50       | 13       | 14       | 15       | 16       | 17       | 18       | 19       |
| 51       | 20       | 21       | 22       | 23       | 24       | 25       | 26       |
| 52       | 27       | 28       | 29       | 30       | 31       |          |          |

## Ereignisse

### Politik und Weltgeschehen

#### Hundertjähriger Krieg
- 31. Juli: In der Schlacht von Cravant in der Nähe von Cravant an den Ufern des Flusses Yonne treffen zwei alliierte Heere aufeinander. England und das Herzogtum Burgund unter dem Befehl von Thomas Montagu, 4. Earl of Salisbury, besiegen ein vereinigtes Heer Frankreichs, Schottlands und des Herzogtums Bretagne unter Louis I. de Bourbon, comte de Vendôme und John Stewart, 3. Earl of Buchan.
- 26. September: Auf dem Rückweg von einem Raubzug wird eine englische Truppe im Hundertjährigen Krieg von einer französischen Streitmacht in der Schlacht von La Brossinière zum größten Teil niedergemacht. Der Sieg wird in ganz Frankreich mit Begeisterung aufgenommen und bedeutet einen wichtigen Erfolg für den jungen König Karl VII.

#### Heiliges Römisches Reich
- 6. Januar: Der Meißener Markgraf Friedrich aus dem Hause Wettin wird vom späteren Kaiser für seine Verdienste mit dem Herzogtum Sachsen-Wittenberg und der Pfalzgrafschaft Sachsen belehnt. Zugleich damit verbunden ist die Würde eines Kurfürsten von Sachsen.
- 20. April: Die Hussiten unter Jan Žižka und Diviš Bořek z Miletínka besiegen Einheiten der katholischen Allianz unter Vinzenz von Wartenberg in der Schlacht bei Horschitz.
- 15. Mai: Truppen der schwäbischen Reichsstädte und von Henriette von Württemberg erobern nach mehrmonatiger Belagerung die Burg Hohenzollern und zerstören sie vollständig. Sie vollziehen damit die Acht über den zahlungsunfähigen Zollerngrafen Friedrich XII.
- 25. Juni: Herzog Rainald von Jülich und Geldern stirbt, ohne Nachkommen zu hinterlassen. In Jülich folgt ihm ohne Probleme sein entfernter Cousin Adolf von Berg auf den Thron und begründet das Herzogtum Jülich-Berg. Um Geldern bricht dagegen der Zweite Geldrische Erbfolgekrieg gegen Arnold von Egmond aus, der von den Ständen zum Herzog gewählt wird.
- 29. September: Der römisch-deutsche König und spätere Kaiser Sigismund überträgt in einer Urkunde der Stadt Nürnberg die Reichskleinodien zur ewigen Verwahrung.
- Der radikale hussitische Flügel der Sirotci wird gegründet.
- Die Burg Vry-Jade wird von den Friesen zerstört.

#### Republik Venedig

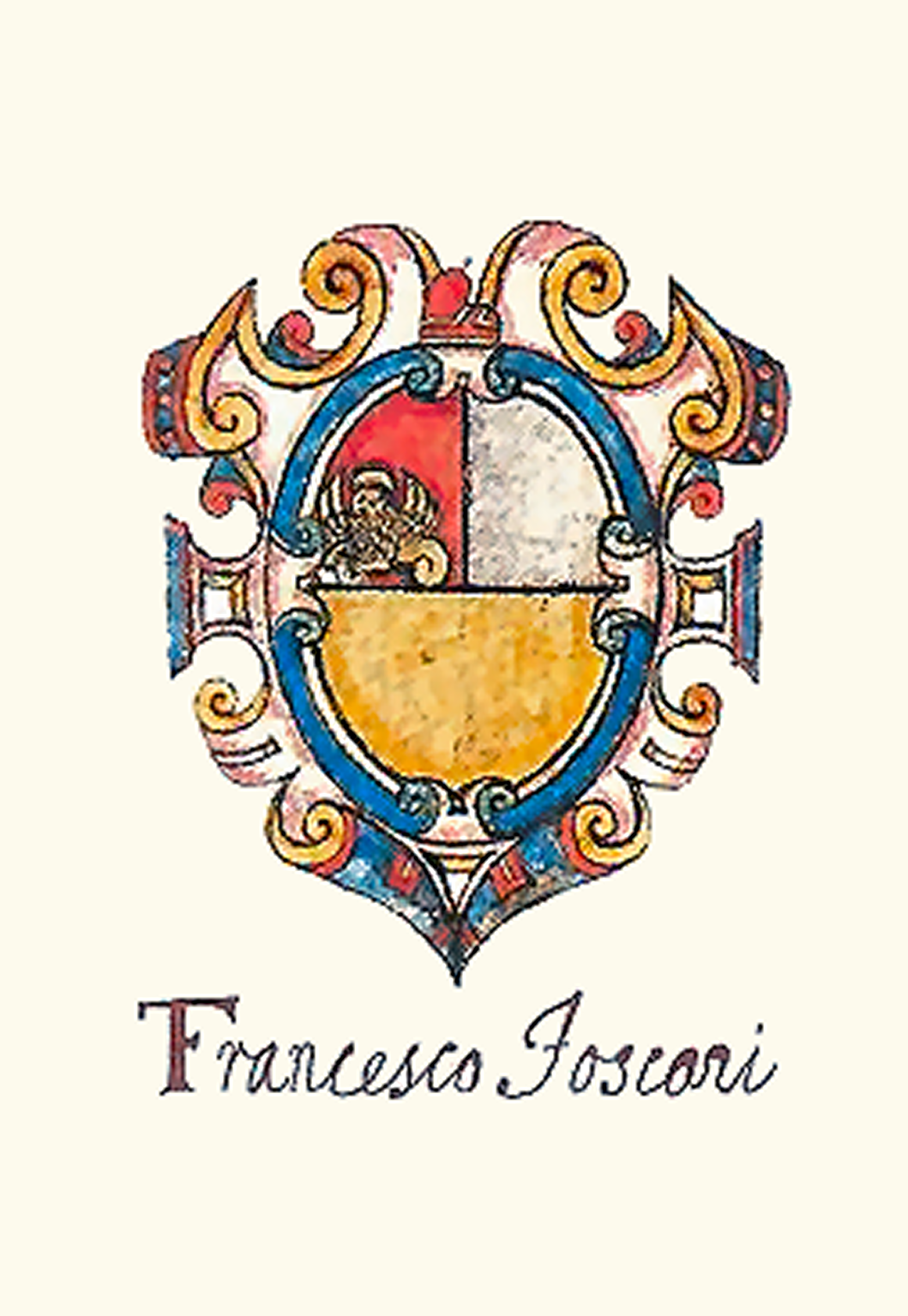
Wappen Francesco Foscaris

- 4. April: Francesco Foscari wird als Nachfolger des verstorbenen Tommaso Mocenigo zum neuen Dogen von Venedig gewählt. Sein in der Wahl unterlegener Gegner Pietro Loredan wird Führer der Opposition gegen die vom Dogen eingeleitete Offensivpolitik mit dem Ziel einer dauerhaften Expansion und der Erweiterung der Terraferma in Oberitalien.

#### Urkundliche Ersterwähnungen und Stadtrechte
- Die polnischen Gemeinden Dąbie und Łódź erhalten das Stadtrecht.
- Der Ort Kavečany wird erstmals urkundlich erwähnt.

### Kultur
- Bernhardin von Siena predigt in Bologna gegen eitlen Tand im Allgemeinen und das Kartenspiel im Besonderen. Spielkarten werden zur Buße auf dem Scheiterhaufen verbrannt.
- Branda Castiglione, Humanist, Kardinal und päpstlicher Legat, beginnt in seiner Heimatstadt Castiglione eine rege Bautätigkeit, wozu er bedeutende Künstler heranzieht. Die Stadt ist bis heute davon geprägt.

### Religion
- 1. Januar: Der Liegnitzer Herzog Ludwig II. gründet die Kartause Liegnitz und besiedelt sie mit Mönchen der Kartause Erfurt.
- 2. März: Im Londoner Vorort Smithfield wird der Priester und Lollarde William Taylor wegen Ketzerei verbrannt.
- 10. Juni: Nach dem Tod von Gegenpapst Benedikt XIII. folgt ihm in dieser Funktion der von drei der vier von ihm ernannten Kardinäle gewählte Gil Sánchez Muñoz y Carbón als Clemens VIII. nach.
- In Pavia tritt fünf Jahre nach Beendigung des Konstanzer Konzils fristgerecht eine neue Versammlung zusammen, die die Superiorität des Konzils über den Papst verkündet, Martin V. löst sie daher auf.

## Geboren

### Geburtsdatum gesichert
- 4. April: Johann III., Graf von Saarbrücken († 1472)
- 5. April: Endres Tucher, deutscher Baumeister († 1507)
- 30. Mai: Georg von Peuerbach, österreichischer Astronom, Wegbereiter des kopernikanischen Weltbildes († 1461)
- 3. Juli: Ludwig XI., König von Frankreich († 1483)
- 6. Juli: Antonio Manetti, italienischer Mathematiker, Architekt und Schriftsteller († 1497)
- August: Demetrios Chalkokondyles, griechischer Humanist, Gelehrter und Professor für griechische Sprache in Italien († 1511)

### Genaues Geburtsdatum unbekannt
- Pierre d’Aubusson, französischer Adliger, Großmeister des Johanniterordens († 1503)
- Jean II. de Daillon, französischer Adliger und Hofbeamter († 1481)
- Gaston IV., französischer Adliger, Graf von Foix und Bigorre († 1472)
- Uzun Hasan, Herrscher über Aq Qoyunlu († 1478)
- William Herbert, walisischer Soldat und Staatsmann, als erster Waliser zum englischen Peer erhoben († 1469)
- Khedrub Norsang Gyatsho, tibetischer Gelehrter und Geistlicher des tibetischen Buddhismus († 1513)

### Geboren um 1423
- John Babington, englischer Ritter († 1485)

## Gestorben

### Todesdatum gesichert
- 18. Januar: Heinrich X., Herzog von Glogau und Freystadt sowie Landvogt der Oberlausitz (* 1388/96)
- 4. März: Jean Courtecuisse, französischer Dekan der theologischen Fakultät der Sorbonne, Bischof von Paris und Genf (* um 1350)
- 4. April: Hugo von Montfort, österreichischer Dichter (* 1357)

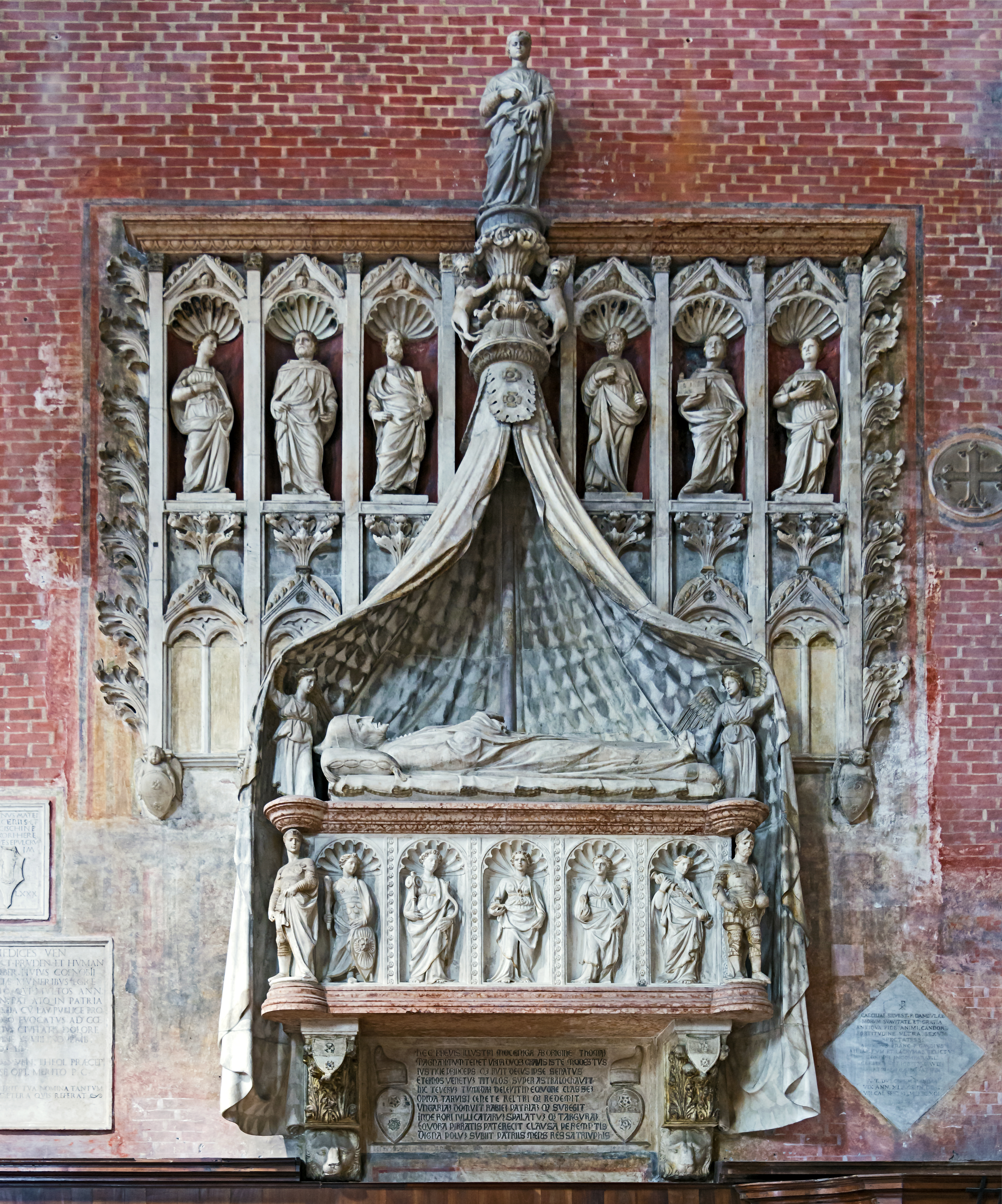
Grabmal von Tommaso Mocenigo in der Kirche San Zanipolo

- 4. April: Tommaso Mocenigo, Doge von Venedig (* um 1343)
- 23. Mai: Benedikt XIII., Gegenpapst (* um 1327)
- 25. Juni: Rainald, Herzog von Jülich und Geldern (* um 1365)
- verm. 26. Juli: Johann Ember, deutscher Kleriker, Büchersammler und Bibliotheksgründer (* um 1365)
- 3. August: Georg von Hohenlohe, Fürstbischof von Passau (* um 1350)
- 8./10. November: Konrad Elye, Bischof von Basel (* vor 1375)

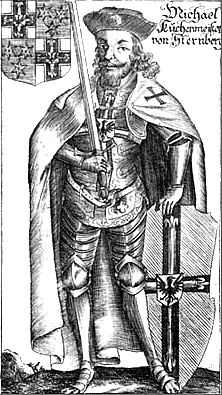
Michael Küchmeister von Sternberg (Darstellung aus dem 17. Jahrhundert)

- 15. Dezember: Michael Küchmeister, Hochmeister des Deutschen Ordens (* um 1360/70)

### Genaues Todesdatum unbekannt
- Margarete von Bayern, Herzogin von Burgund (* 1363)
- Friedrich von Blankenheim, Bischof von Straßburg und Utrecht (* um 1355)
- Herdegen Valzner, Nürnberger Montanunternehmer und Patrizier
- Johann von Waldow, Bischof von Brandenburg und von Lebus
- Wenzel III., Herzog von Liegnitz und Ohlau, Herr auf Nimptsch (* 1400)